# Tapadókorongos denevérek
A tapadókorongos denevérek (Thyropteridae) az emlősök (Mammalia) osztályába, a denevérek (Chiroptera) rendjébe, a kis denevérek (Microchiroptera) alrendjébe tartozó  család. A családba egyetlen nem tartozik.
A talpuk kerek, a közepén bemélyedő koronggá alakult, mellyel kapaszkodni is tudnak.

## Rendszerezés
A családba az alábbi nem és 3 faj tartozik:
- Thyroptera  (Spix, 1823) - 3 faj
  - Thyroptera discifera
  - háromszínű tapadókorongos-denevér (Thyroptera tricolor)
  - Thyroptera lavali